# Mala xiang guo

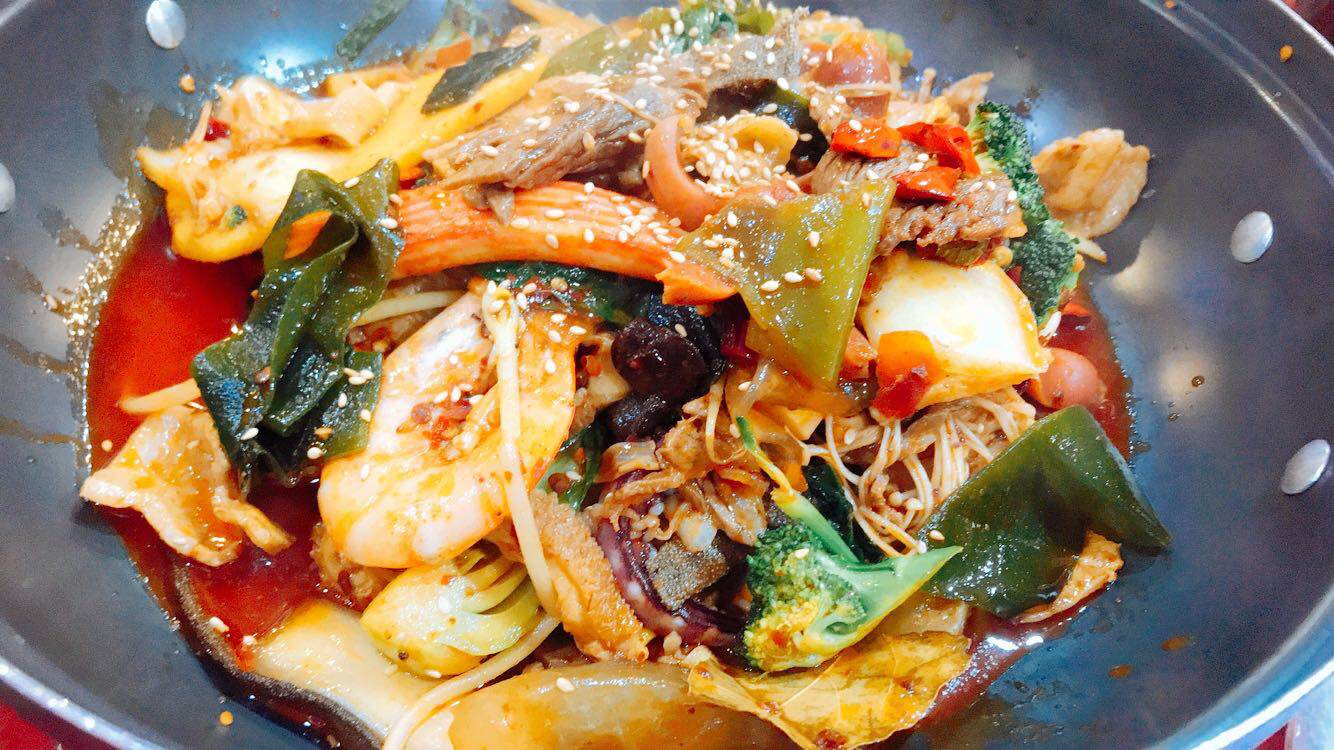
Mala xiang guo ở Trung Quốc

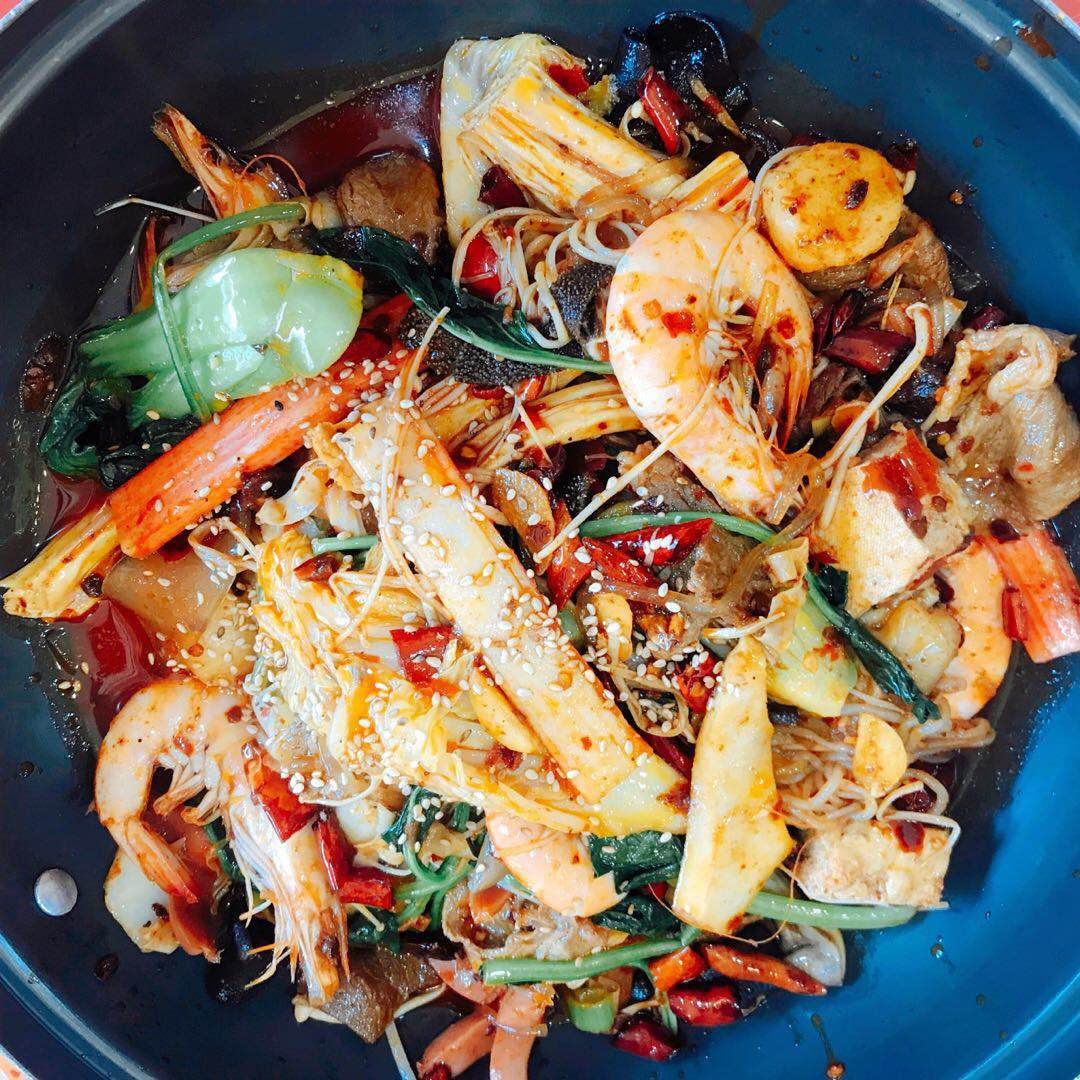
Một món Mala xiang guo gồm nhiều loại hải sản, thịt, rau, tàu hũ ky và miếng

Mala xiang guo (giản thể: 麻辣香锅; phồn thể: 麻辣香鍋; bính âm: málà xiāngguō), tạm dịch sang tiếng Việt là "lẩu xào cay", là một món ăn Trung Quốc được chế biến theo phương pháp xào. Mala có hương vị mạnh mẽ, nó thường chứa thịt và rau và có vị mặn và cay. Quy trình chuẩn bị bao gồm việc cho các nguyên liệu cần thiết vào nồi sau đó là xào và cuối cùng là thêm gia vị. Tại các nhà hàng, khách hàng thường tự tay lựa chọn nguyên liệu (thịt và rau) trước khi đầu bếp chế biến món ăn.
Mala xiang guo được người Trung Quốc gốc Myanmar du nhập vào Myanmar, và hiện là một món ăn phổ biến ở đó, nơi nó được gọi là mala shan gaw (မာ လာ ရှမ်း ကော).